# Яременко Антон Олександрович
Антон Олександрович Яременко (нар. 29 липня 1993) — український футболіст, нападник.

## Життєпис
Вихованець полтавських клубів «Молодь» та «Ворскла», в складі яких виступав у ДЮФЛУ. З 2010 по 2014 роки захищав кольори ворсклян у першості дублерів, зіграв 69 матчів та відзначився 11-а голами. У 2014 році захищав кольори аматорської дейкаловківської «Чайки».
У 2015 році перейшов до охтирського «Нафтовика-Укрнафти». Дебютував у футболці охтирчан 4 квітня 2015 року в нічийному (3:3) домашньому поєдинку 20-о туру першої ліги проти ФК «Сум». антон вийшов на поле на 83-й хвилині, замінивши Владислава Войцеховського. У футболці «нафтовиків» закріпитися не зумів і, зігравши 9 матчів, наприкінці 2015 року по закінченні контракту залишив охтирський клуб.
На початку лютого 2016 року перейшов до рівненського «Вереса». У футболці «червоно-чорних» дебютував 27 березня 2016 року в програному (0:1) виїзному поєдинку 16-о туру другої ліги проти «Нікополя». Антон вийшов на поле в стартовому складі та відграв увесь матч, а на 20-й хвилині відзначився й дебютним голом у складі нового клубу. У складі «Вереса» зіграв 11 матчів та відзначився 8-а голами. На початку липня 2016 року залишив рівненський клуб.
Наприкінці липня 2016 року пройшов перегляд у горностаївському «Мирі», за підсумками якого став повноцінним гравцем клубу. Дебютував у футболці горностаївців 30 липня 2016 року в переможному (1:0) виїзному поєдинку 2-о туру другої ліги проти запорізького «Металурга». Антон вийшов на поле в стартовому складі, а на 67-й хвилині його замінив Іван Доценко. Дебютним голом у футболці горностаївців відзначився 8 вересня 2016 року на 66-й хвилині переможного (3:1) домашнього поєдинку 8-о туру другої ліги проти хмельницького «Поділля». Яременко вийшов на поле в стартовому складі та відіграв увесь матч. У складі «Мира» в другій лізі зіграв 13 матчів та відзначився 2-а голами, ще 2 поєдинки провів у кубку України. 2017 року приєднався до вищолігового латвійського ФК «Огре». У червні 2017 року був на перегляді в ФК «Полтаві», але до підписання контракту справа не дійшла.
У 2018 році повернувся до «Нафтовика-Укрнафти». Дебютував у складі охтирського клубу 5 серпня 2017 року в програному (1:2) виїзному поєдинку 4-о туру першої ліги проти МФК «Миколаєва». Антон вийшов на поле на 45-й хвилині, замінивши Василя Цюцюру. Дебютним голм у футболці охтирчан відзначився 9 серпня на 77-й хвилині нічийного (1:1) домашнього поєдинку 5-о туру першої ліги проти петрівського «Інгульця». Яременко вийшов на поле на 63-й хвилині, замінивши Дениса Антюха.
В 2018 році повернувся у «Верес» за який станом на серпень 2020 року зіграв у всіх турнірах (включаючи стикові ігри 1 і 2 ліги) - 57 матчів та забив 19 м'ячів.